# Dallesport
Dallesport és una concentració de població designada pel cens dels Estats Units a la riba nord del riu Colúmbia, a l'estat de Washington. Segons el cens del 2000 tenia 1.185 habitants.

## Demografia
Segons el cens del 2000, Dallesport tenia 1.185 habitants, 473 habitatges, i 335 famílies. La densitat de població era de 67,7 habitants per km².
Dels 473 habitatges en un 30,2% hi vivien nens de menys de 18 anys, en un 57,9% hi vivien parelles casades, en un 9,7% dones solteres, i en un 29% no eren unitats familiars. En el 23,5% dels habitatges hi vivien persones soles el 6,8% de les quals corresponia a persones de 65 anys o més que vivien soles. El nombre mitjà de persones vivint en cada habitatge era de 2,51 i el nombre mitjà de persones que vivien en cada família era de 2,96.
Per edats la població es repartia de la següent manera: un 27,8% tenia menys de 18 anys, un 5,5% entre 18 i 24, un 23,5% entre 25 i 44, un 30,3% de 45 a 60 i un 12,8% 65 anys o més.
L'edat mediana era de 40 anys. Per cada 100 dones de 18 o més anys hi havia 98,4 homes.
La renda mediana per habitatge era de 36.250 $ i la renda mediana per família de 41.689 $. Els homes tenien una renda mediana de 40.250 $ mentre que les dones 21.853 $. La renda per capita de la població era de 17.995 $. Aproximadament el 12% de les famílies i el 17,6% de la població estaven per davall del llindar de pobresa.

## Poblacions més properes
El següent diagrama mostra les poblacions més properes.